# Kathedraal van Etsjmiadzin
De Kathedraal van Etsjmiadzin (Armeens: Մայր Տաճար Սուրբ Էջմիածին; Mayr Tajar Surb Ejmiatsin; oorspronkelijk Heilige Moeder Gods Kerk geheten (Armeens: Սուրբ Աստուածածին Եկեղեցի; Surb Astvatsatsin Yekeghetsi)) is de oudste kathedraal van de wereld. De kathedraal is het middelpunt van de Armeens-Apostolische Kerk en is gelegen in de Armeense stad Etsjmiadzin.
De eerste kerk op deze plek was een basilica gebouwd tussen 301 en 303 door Gregorius de Verlichter. In 480 werd door Vahan Mamikonian, de Byzantijnse gouverneur van Armenië een nieuwe kerk gebouwd.
In 618 werd dit houten gebouw vervangen door een stenen gebouw. Dit gebouw vormt de kern van de huidige kathedraal.

## Zie ook

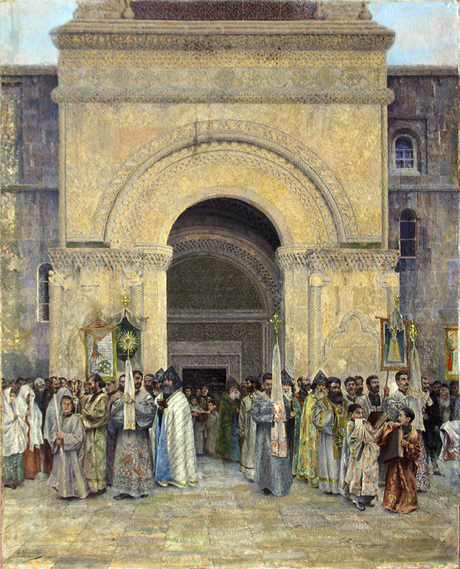
Begin van een processie vanuit de kathedraal van Etsjmiadzin.
Schilderij van Vardges Sureniants